# أد ليب (شركة)
شركة أد لب هي شركة كندية لتصنيع بطاقات الصوت وأجهزة الكمبيوتر الأخرى أسسها مارتن بريفيل، أستاذ الموسيقى السابق ونائب عميد قسم الموسيقى في جامعة لافال. كان المنتج الأكثر شهرة للشركة، بطاقة أد لب مُركِّب الموسيقى (أي ال ام اس سي)، أو ببساطة أد لب كما كان يطلق عليه، هو أول بطاقة صوت إضافية لمتوافقي آلات الاعمال العالمية (أي بي إم) الأعمال العالمية لتحقيق قبول واسع النطاق، لتصبح أول معيار فعلي لإعادة إنتاج الصوت.

## تاريخ
بعد انتهاء أعمال التطوير على بطاقة أد لب المازج الموسيقي، كافحت الشركة لإشراك مجتمع تطوير البرمجيات بمنتجها الجديد. نتج عن ذلك دخول أد لب في شراكة مع شركة توب ستار لخدمات الكيمبيوتر. وهي شركة في نيو جيرسي قدمت خدمات ضمان الجودة لمطوري الألعاب. وقد أعجب ريتش هيمليش (رئيس توب ستار) جدا بعرض المنتج في كيبيك في عام 1987 لتأييد المنتج لكبار عملائه. أصبحت لعبة King's Quest IV من Sierra On-Line أول لعبة تدعم أد ليب. وساعد النجاح اللاحق للعبة على إطلاق بطاقة أد لب في التغطية الإعلامية السائدة ومع ارتفاع مبيعات البطاقة بدأ العديد من المطورين في تضمين دعم أد لب في برامجهم.
فسرعان ما اجتذب نجاح بطاقة أد لب الموسيقية المنافسة ففي وقت قصير من تقديمها قدمت شركة كرييتف لابز بطاقة Sound Blaster المنافسة الخاصة بها. وكانت ساوند بلاست متوافقةً تمامًا مع أجهزة أد ليب، كما قام بتطبيق ميزتين رئيسيتين غائبتين عن أد لب: قناة صوت تعديل رمز النبض (بي سي ام) ومنفذ ألعاب مع ميزات إضافية وتسويق أفضل، طغى ساوند بلاستر بسرعة على أد لب باعتباره المعيار الفعلي في صوت ألعاب الكمبيوتر. بعد استجابة شركة أد لب البطيئة، أد لب الذهبية لم تبيع جيدًا بما يكفي للحفاظ على الشركة.
في عام 1992 قدمت شركة أد لب بطلب للإفلاس، بينما استمرت عائلة ساوند بلاستر في السيطرة على صناعة ألعاب الكمبيوتر الشخصي. وفي نفس العام استحوذت شركة بينيالستير جي ام بي اتش من ألمانيا على أصول الشركة وتمت إعادة تسمية أدلب إلى أد لب للوسائط المتعددة وأعيد إطلاق بطاقة الصوت أد لب الذهبية والعديد من المنتجات الأخرى. وفي عام 1994 باعت شركة بينيالستير أد لب الوسائط المتعددة لشركة سوفت وورد تايوان.

## منتجات

### بطاقة أد لب مُركِّب الموسيقى (1987)
تستخدم أد لب شريحة الصوت ياماها واي ام 3812، التي تنتج الصوت عن طريق توليف تعديل التردد. تتكون بطاقة أد لب من شريحة واي ام 3812 مع منطق الغراء الخارجي الجاهز للتوصيل بمدخل أي اس أ قياسية متوافقة مع الكمبيوتر الشخصي ذو 8 بت.
يتم إنشاء الموسيقى والمؤثرات الصوتية متعددة الوسائط باستخدام برامج الكمبيوتر من خلال بطاقة أد لب، بالرغم من أن الجودة الصوتية تم تصنيعها بشكل واضح. والصوت الرقمي (ب سي إم) غير مدعوم؛ ستصبح هذه ميزة رئيسية مفقودة عندما يقوم المنافس كرييتف لابز بتطبيقها في بطاقات ساوند بلاست. ولا يزال من الممكن إخراج صوت ب سي إم باستخدام البرنامج عن طريق تعديل حجم التشغيل بمعدل صوتي كما حدث، على سبيل المثال: في لعبة MicroProse F-15 Strike Eagle II  ومحرر الموسيقى متعدد القنوات نادي الصوت لـ MS-DOS.
المهندسون الذين طوروا بطاقات الصوت ومكتبات البرامج لـ أد لب عملو في شركة ليرتيك. كان مصمم الصوت البارز هينري شاليفور الذي عمل في أد لب. المصمم لجميع العروض الصوتية وكان له دور فعال في إظهار ما يمكن أن تفعله منتجات أد لب، بما في ذلك تسجيل الموسيقى إعلانها.

هناك مراجعتان منفصلتان لبطاقة صوت أد لب الأصلية. وقدم التصميم الأصلي من عام 1987 إخراجًا أحاديًا لمقبس مقاس ¼ بوصة يستهدف الملحنين والموسيقيين، بينما استخدم التصميم الثاني من عام 1990 مقبسًا مقاس 3.5 بوصة (إناتج أحادي مصغر) والذي سرعان ما أصبح المعيار الجديد في صناعة الكمبيوتر والألعاب.

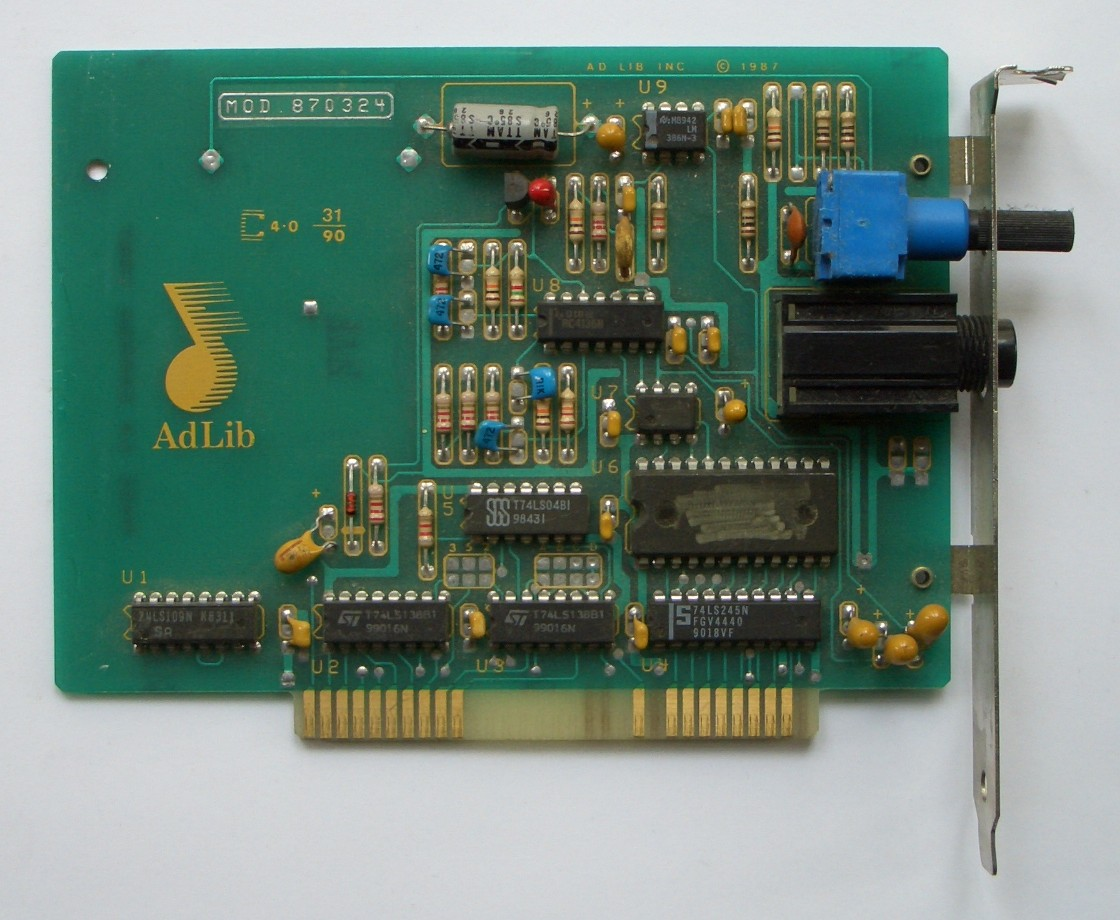
نموذج بطاقة المزج الموسيقي AdLib الأصلي لعام 1987
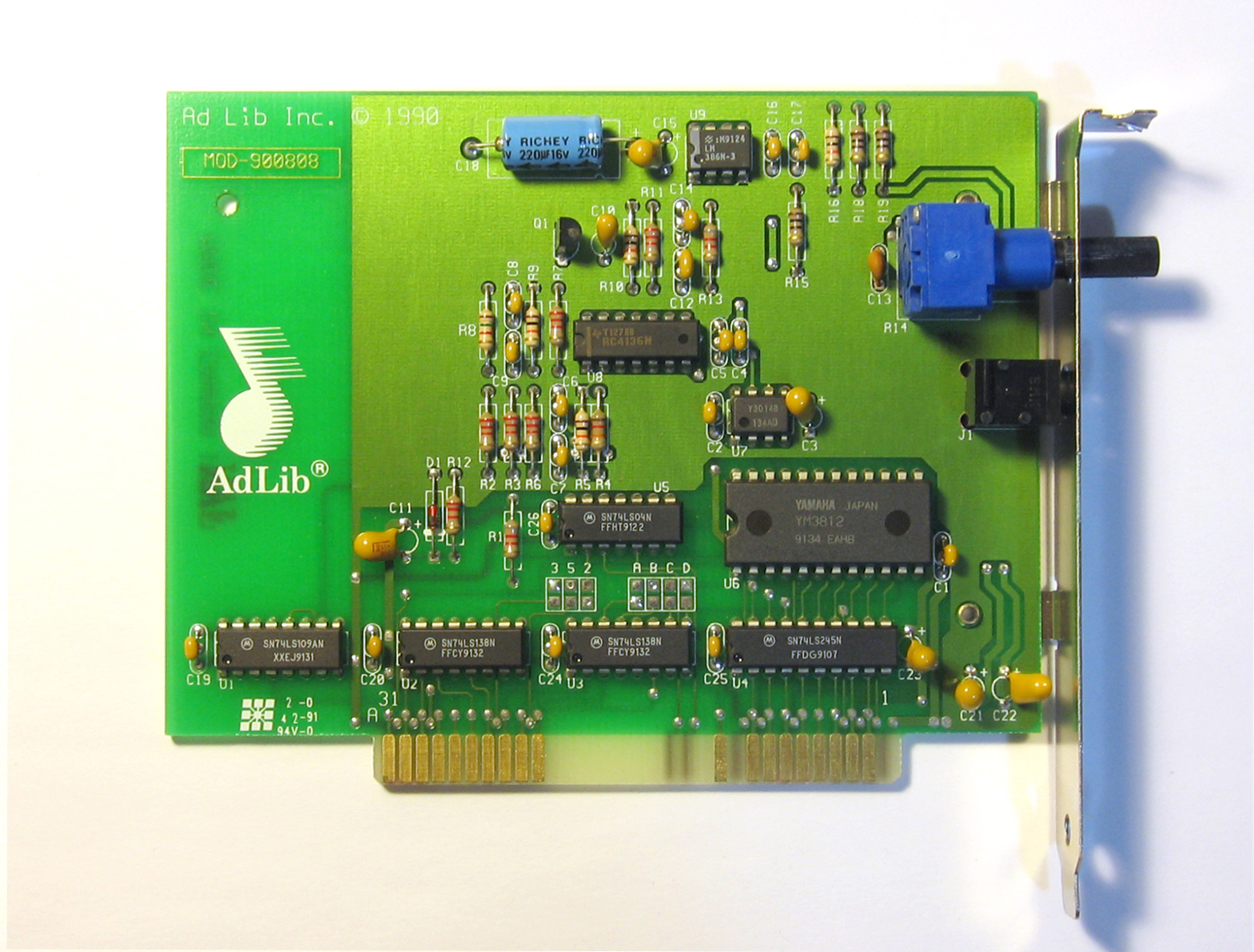
بطاقة مُركِّب الموسيقى AdLib من عام 1990

أصدر أد لب أيضًا إصدارًا من بطاقة الصوت أد لب لبنية متناهيت الصغر ل أي بي إم، وهي أم سي أ  أد لب، التي تستخدم أم سي أ P82C611 بواجهة أي سي. كانت التحديثات الملحوظة لهذا الإصدار هي استخدام عجلة الصوت، حيث أن مقياس الجهد الأصلي جعل البطاقة سميكة للغاية بالنسبة لمعيار أم سي أ.

### بطاقة أد لب الذهبية 1000 (1992)
خططت أد لب لمعيار جديد خاص قبل إصدار أد لب الذهبية (بطاقة صوت استريو 12 بت). ويستخدم الجيل الأحدث منها ياماها واي ام أف 262 (أو ب أل 3) وقدرة ب إم سي الرقمية 12 بت مع الاحتفاظ بالتوافق مع الإصدارات السابقة أو ب أل 2 من خلال شريحة أو ب أل 3. ويقوم ياماها واي ام أف ز 263- أف الموجود على متن الطائرة أيضًا بأداء 2 × زيادة في العينات، مما قد يؤثر على ناتج أو ب أل 3. بشكل طفيف. فيتم تطوير وحدة الصوت المحيطي كملحق اختياري يسمح بتمكين تأثير صوت الجوقة لمخرجات أو ب أل 3. ؛ وتدعمه برامج قليلة. ومن أحد الجوانب الفريدة هو أنه يمكن تهيئته لأصوات معينة ولم يؤثر على الإخراج بالكامل بشكل افتراضي. كانت المرفقات الاختيارية الأخرى مثل دعم SCSI ودعم المودم قيد التطوير أيضًا.

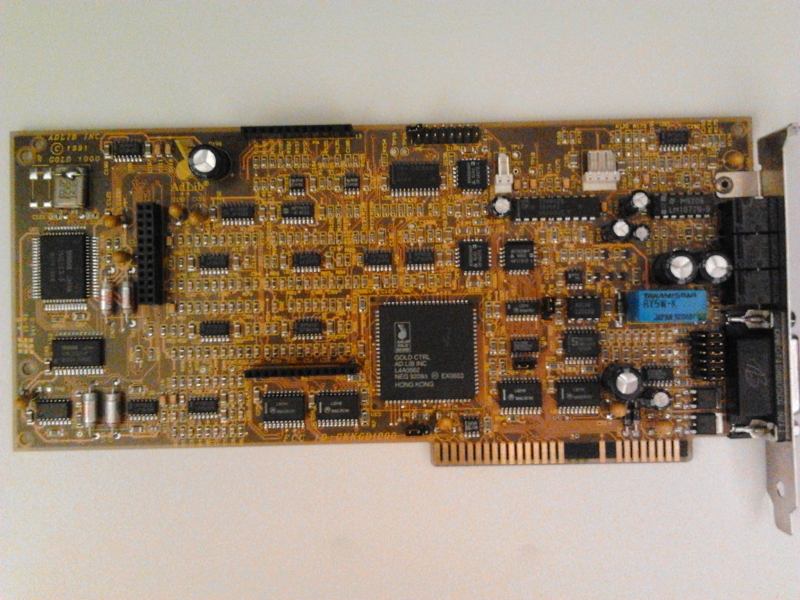
AdLib Gold 1000
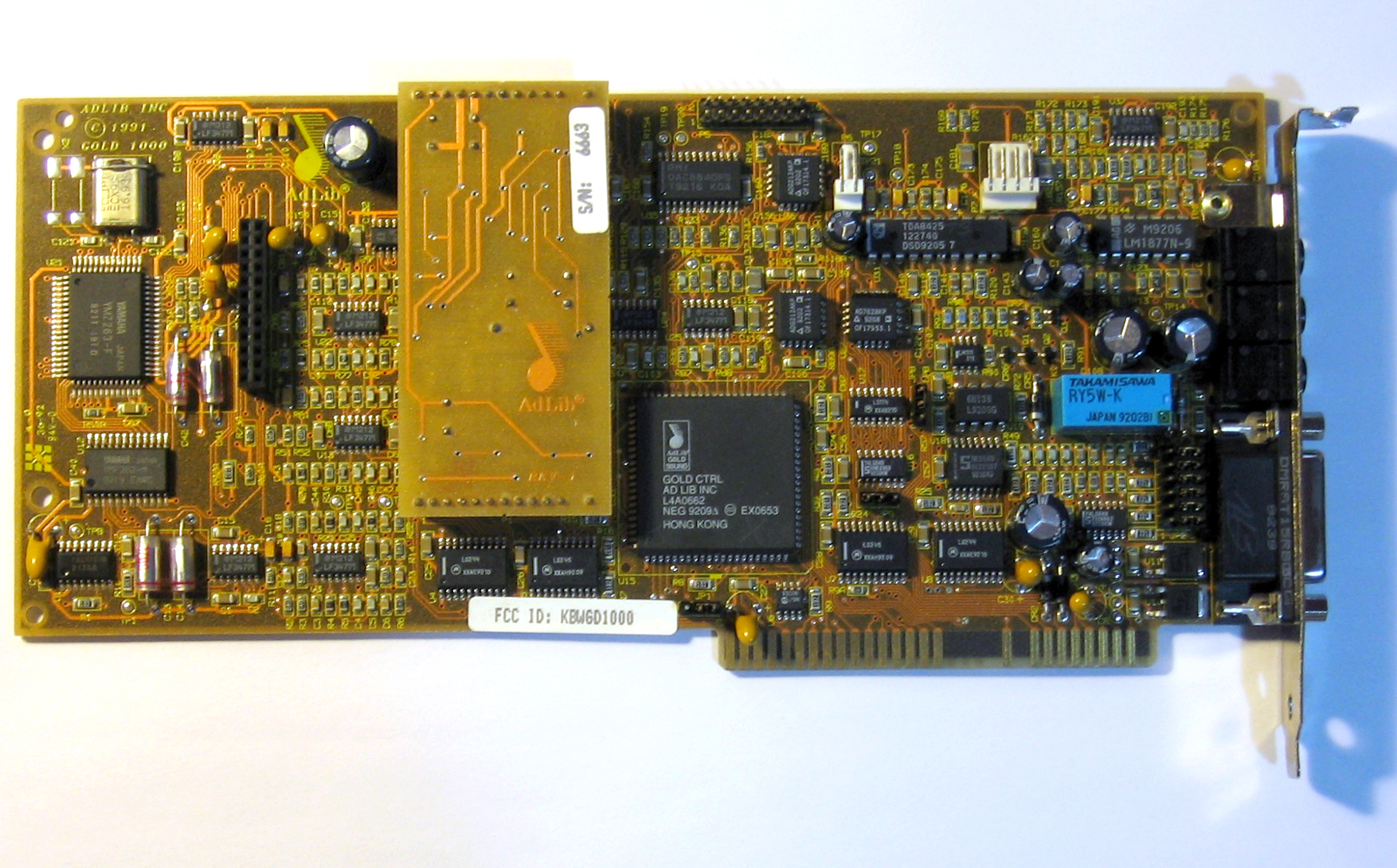
AdLib Gold 1000 مع وحدة محيطية
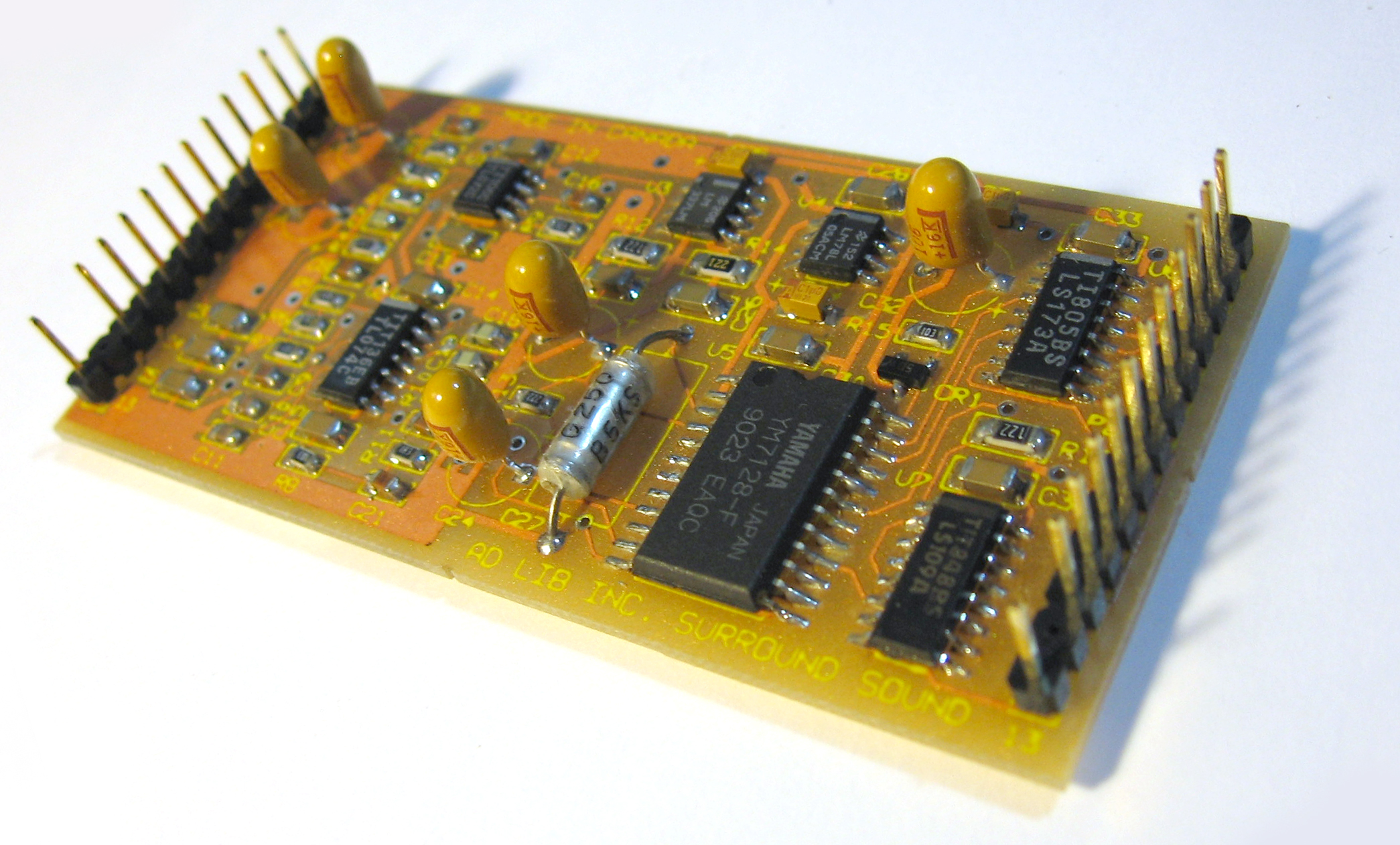
وحدة AdLib Gold 1000 المحيطية
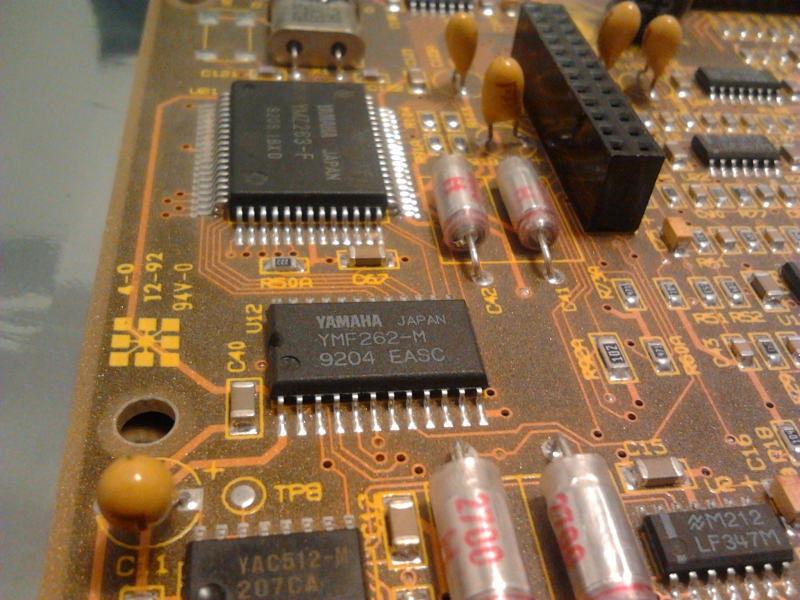
رقائق YMF و YMZ Yamaha
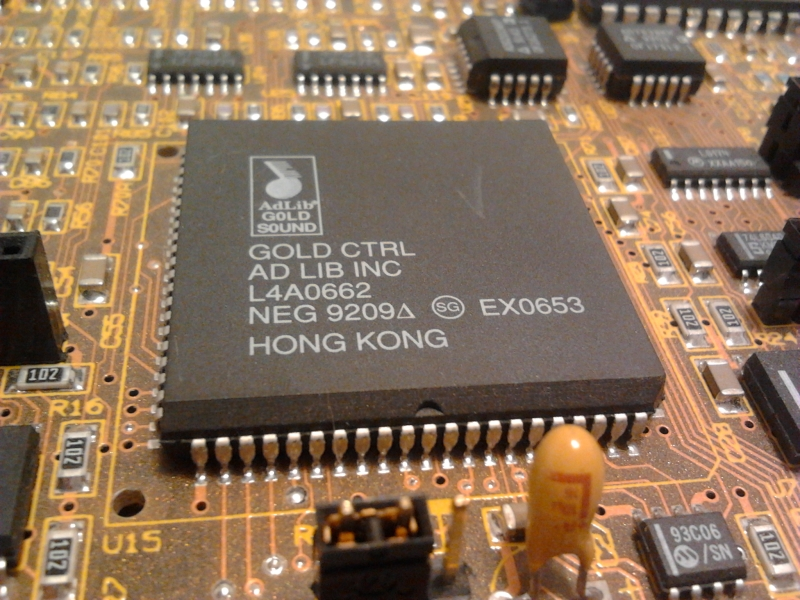
شريحة التحكم الرئيسية

هناك دليل على السلوك المناهض للمنافسة من قبل شركة كرييتف في فشل هذه البطاقة. وتصنعت شركة ياماها قطع غيار لكل من كرييتف وأد لب وكون كرييتف أكبر عملاء ياماها في ذلك الوقت. ففشلت الشريحة التي أنشأتها ياماها لبطاقة أد لب باستمرار في اجتياز الاختبار، بينما نجحت شريحة ياماها ل كرييتف في اجتياز الاختبار. مكن هذا شركة كرييتف من الوصول إلى السوق أولاً، وبعد فترة وجيزة اجتازت شريحة أد لب الاختبار، لكن فات الأوان لاستمرارها.
على الرغم من جهود شركة أد لب، فشل بطاقتها الذهبية 1000 في الاستيلاء على السوق، وأفلست الشركة في النهاية بسبب البدائل الأرخص مثل ساوند بلاستر 16من شركة كرييتف، أد لب صممت بطاقتها الذهبيه 1000 في داخل الشركة ويحتوي التصميم على الكثير من الدوائر المنفصلة والعديد من المكونات المثبتة على السطح في مجموعة شبكية على غرار شركة كرييتف لابز التي تمكنت من دمج بطاقات الصوت الخاصة بها بشكل أكثر إحكامًا لتقليل التكلفة.
خطط أد لب لإصدار ثانوي من البطاقة الذهبية الذهب بأسم البطاقة الذهبية MC2000 ، والتي كانت ستدعم ناقل متناهي صغر الا ان الشركة أفلست قبل أن يتم إنتاج البطاقة.